# Église Saint-Mammès de Saint-Mammès
L’église Saint-Mammès est un édifice religieux catholique situé à Saint-Mammès, en France. Il est inscrit aux monuments historiques depuis 1926.

## Situation et accès
L’édifice est situé entre la rue de l’Église, la place Eugène-Renoud-Bernard et la rue Grande, au nord-ouest de Saint-Mammès. Plus largement, il se trouve dans le département de Seine-et-Marne, en région Île-de-France.

## Statut patrimonial et juridique
L’église fait l’objet d’une inscription au titre des monuments historiques par arrêté du 14 avril 1926, en tant que propriété de la commune.